# الممثلية الأيرلندية لدى السلطة الفلسطينية
الممثلية الأيرلندية لدى السلطة الفلسطينية هي الممثلية الدبلوماسية العُليا الأيرلندية لدى دولة فلسطين. تأسست عام 2000، وتقع الممثلية في مدينة البيرة.

## الممثلون
| الترتيب | رئيس البعثة الدبلوماسية | تاريخ الاعتماد الدبلوماسي | تاريخ الانتهاء | رئيس جمهورية أيرلندا | رئيس دولة فلسطين | ملاحظات                                         |
| ------- | ----------------------- | ------------------------- | -------------- | -------------------- | ---------------- | ----------------------------------------------- |
|         | كونور أوريوردان         | 28 أكتوبر 2006            |                |                      | محمود عباس       |                                                 |
|         | مارتينا فيني            | 3 فبراير 2015             | يوليو 2016     |                      | محمود عباس       |                                                 |
|         | جوناثان كونلون          | 26 سبتمبر 2016            | يوليو 2020     | مايكل دانييل هيجينز  | محمود عباس       |                                                 |
|         | دون سكستون              | 30 سبتمبر 2020            | أغسطس 2023     | مايكل دانييل هيجينز  | محمود عباس       |                                                 |
|         | فيليم ماكلوفلين         | 3 أكتوبر 2023             | لا يزال        | مايكل دانييل هيجينز  | محمود عباس       | أعاد تسليمها إلى الرئيس عباس في 24 فبراير 2024. |

## وصلات خارجية
- الموقع الرسمي